# Rubén Epitié
Rubén Epitié-Dyowe Roig (Manresa, 19 maggio 1983) è un ex calciatore spagnolo naturalizzato equatoguineano, di ruolo attaccante.

## Carriera

### Club
Ha giocato tra la terza e la quinta divisione spagnola.

### Nazionale
Tra il 2009 e il 2012 ha giocato due partite con la nazionale equatoguineana, realizzandovi anche una rete.

## Statistiche

### Cronologia presenze e reti in nazionale
| Cronologia completa delle presenze e delle reti in nazionale ― Guinea Equatoriale | Cronologia completa delle presenze e delle reti in nazionale ― Guinea Equatoriale | Cronologia completa delle presenze e delle reti in nazionale ― Guinea Equatoriale | Cronologia completa delle presenze e delle reti in nazionale ― Guinea Equatoriale | Cronologia completa delle presenze e delle reti in nazionale ― Guinea Equatoriale | Cronologia completa delle presenze e delle reti in nazionale ― Guinea Equatoriale | Cronologia completa delle presenze e delle reti in nazionale ― Guinea Equatoriale | Cronologia completa delle presenze e delle reti in nazionale ― Guinea Equatoriale |
| Data                                                                              | Città                                                                             | In casa                                                                           | Risultato                                                                         | Ospiti                                                                            | Competizione                                                                      | Reti                                                                              | Note                                                                              |
| --------------------------------------------------------------------------------- | --------------------------------------------------------------------------------- | --------------------------------------------------------------------------------- | --------------------------------------------------------------------------------- | --------------------------------------------------------------------------------- | --------------------------------------------------------------------------------- | --------------------------------------------------------------------------------- | --------------------------------------------------------------------------------- |
| 6-6-2009                                                                          | Tallinn                                                                           | Estonia                                                                           | 3 – 0                                                                             | Guinea Equatoriale                                                                | Amichevole                                                                        | -                                                                                 | 30’                                                                               |
| 2-6-2012                                                                          | Monastir                                                                          | Tunisia                                                                           | 3 – 1                                                                             | Guinea Equatoriale                                                                | Qual. Mondiali 2014                                                               | 1                                                                                 | 53’                                                                               |
| Totale                                                                            |                                                                                   | Presenze                                                                          | 2                                                                                 |                                                                                   | Reti                                                                              | 1                                                                                 |                                                                                   |